# Крещение в Канзасе
Крещение в Канзасе (англ. Baptism in Kansas) — картина маслом американского художника Джона Стюарта Керри, 1928 года. На ней изображено крещение с полным погружением в резервуаре с водой. В небе ворон и голубь — отсылка к птицам, которых Ной выпустил из ковчега. Картина основана на сцене, свидетелем которой стал Керри в 1915 году, когда ручьи высохли и резервуар с водой был единственным подходящим местом для крещения. Написана картина в августе 1928 года.
Картина впервые была выставлена на одиннадцатой биеннале современной американской живописи маслом в галерее искусств Коркоран в Вашингтоне, округ Колумбия. Она была куплена Гертрудой Вандербильт-Уитни в 1930 году и принадлежала Музею американского искусства Уитни с момента его открытия в 1931 году. Эта картина принесла Керри национальную известность и является одной из самых знаковых картин американского регионалистского движения.
Критик Томас Крэйвен писал о картине: «В картине не было ни бурлеска, ни сатиры, ни утончённого дурачества. Она была задумана в благоговении и духовном понимании и исполнена с честностью и целеустремлённостью, что слишком редко встречается в любом искусстве».